# Drôles de petites bêtes : Les Quatre Saisons
Pour plus de détails, voir Fiche technique et Distribution.
Drôles de petites bêtes : Les Quatre Saisons est un film d'animation 3D française, réalisé par Pierre Malek et sorti le 30 mai 2005 en VHS et DVD.

## Fiche technique
- Titre : Drôles de petites bêtes : Les Quatre Saisons
- Titre en anglais : Funny Little Bugs - The 4 seasons
- Réalisation : Pierre Malek
- Scénario : Anabelle Perrichon, d'après l'œuvre d'Antoon Krings
- Musique : Cyril de Turckheim
- Chansons : Cyril de Turckheim, Alexandre Révérend, Arnold Turboust
- Société de production : Ellipsanime, France 3 Cinéma, Studiocanal, Disney Channel, Playhouse Disney
- Pays d'origine :  France
- Langue : français
- Durée : 87 min
- Date de sortie :
  - France : 30 mai 2005

## À noter
- Le film est sorti en salles, le film a finalement été publié directement en vidéo. en Europe. Sa première diffusion télévisée en France date d'octobre 2005 sur Canal+. Et sur France 3 dans l'émission France Truc. Rediffusée sur Disney Channel et Playhouse Disney

## Autour du film
- 1994 : Édition des livres jeunesse Drôles de petites bêtes chez Gallimard Jeunesse.
- 2001 : Drôles de petites bêtes série télévisée d'animation de 21 épisodes de 7 minutes réalisée par Stéphane Bernarsconi.
- 2002 : Édition DVD de la série télévisée, Studiocanal